# Mammaglobin-B
Mammaglobin-B‏ (Secretoglobin family 2A member 1) هوَ بروتين يُشَفر بواسطة جين Mammaglobin-B في الإنسان.